# Буркіна-Фасо на літніх Олімпійських іграх 2016

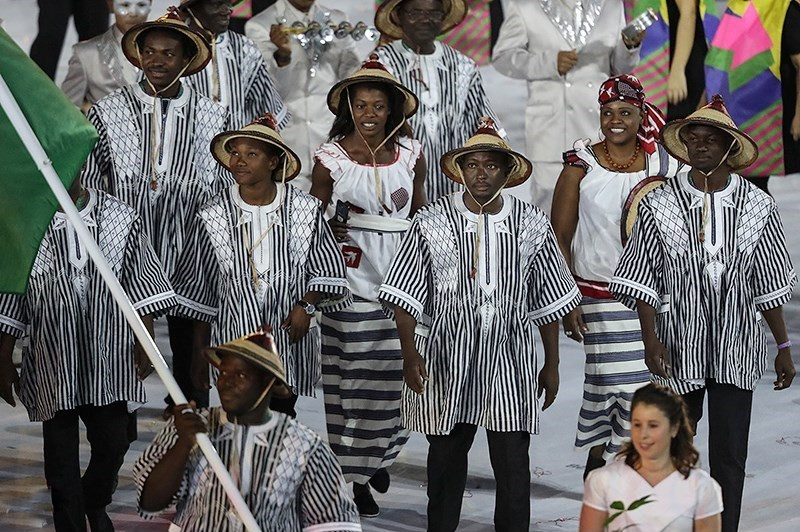
Делегація Буркіна-Фасо на церемонії відкриття.

Буркіна-Фасо на літніх Олімпійських ігор 2016 було представлене 5 спортсменами у 3 видах спорту. Жодної медалі олімпійці Буркіна-Фасо не завоювали.

## Спортсмени
| Дисципліна     | Чоловіки | Жінки | Разом |
| -------------- | -------- | ----- | ----- |
| Легка атлетика | 1        | 1     | 2     |
| Дзюдо          | 1        | 0     | 1     |
| Плавання       | 1        | 1     | 2     |
| Разом          | 3        | 2     | 5     |

## Плавання
| Атлет                     | Дисципліна                          | Раунд | Раунд | Півфінал         | Півфінал         | Фінал            | Фінал            |
| ------------------------- | ----------------------------------- | ----- | ----- | ---------------- | ---------------- | ---------------- | ---------------- |
| Атлет                     | Дисципліна                          | Час   | Місце | Час              | Місце            | Час              | Місце            |
| Анжеліка Сіта Уедраого    | 50 метрів вільним стилем (жінки)    | 29.44 | 67    | припинила участь | припинила участь | припинила участь | припинила участь |
| Тіндвенде Т'єррі Савадого | 50 метрів вільним стилем (чоловіки) | 26.38 | 67    | припинив участь  | припинив участь  | припинив участь  | припинив участь  |

## Легка атлетика
| Атлет       | Дисципліна                     | Раунд     | Раунд | Півфінал         | Півфінал         | Фінал            | Фінал            |
| ----------- | ------------------------------ | --------- | ----- | ---------------- | ---------------- | ---------------- | ---------------- |
| Атлет       | Дисципліна                     | Результат | Місце | Результат        | Місце            | Результат        | Місце            |
| Марте Коала | 100 метрів з бар'єрами (жінки) | 13.41     | 8     | припинив участь  | припинив участь  | припинив участь  | припинив участь  |
| Х'юз Занго  | потрійний стрибок (чоловіки)   | 15.99     | 34    | припинила участь | припинила участь | припинила участь | припинила участь |

## Дзюдо
| Атлет        | Категорія               | 1/32 фіналу | 1/32 фіналу     | 1/16 фіналу     | 1/16 фіналу     | 1/8 фіналу      | 1/8 фіналу      | 1/4 фіналу      | 1/4 фіналу      | півфінал        | півфінал        | фінал           | фінал           |
| ------------ | ----------------------- | ----------- | --------------- | --------------- | --------------- | --------------- | --------------- | --------------- | --------------- | --------------- | --------------- | --------------- | --------------- |
| Атлет        | Категорія               | Суперник    | Результат       | Суперник        | Результат       | Суперник        | Результат       | Суперник        | Результат       | Суперник        | Результат       | Суперник        | Результат       |
| Рашид Сідібе | понад 100 кг (чоловіки) | Яків Хаммо  | Поразка 000–100 | припинив участь | припинив участь | припинив участь | припинив участь | припинив участь | припинив участь | припинив участь | припинив участь | припинив участь | припинив участь |